# Vỏ lipid vòng
Lipid vòng (còn gọi là lipid vỏ hay lipid biên) là tập hợp các lipid hoặc phân tử chứa lipid ưu tiên bám hoặc dính vào bề mặt của protein màng trong các tế bào sinh học. Chúng tạo thành một lớp, hoặc một vòng/vỏ, gồm các lipid được cố định một phần nhờ sự tồn tại của tương tác lipid-protein. Phần đầu của các lipid này bám với phần ưa nước của protein màng tại mặt trong và ngoài màng lớp kép lipid. Mặt kỵ nước của các protein màng được liên kết với các chuỗi axit béo của lipid trong lớp kép. Đối với các protein xuyên màng chọc qua lớp kép, các lipid vòng/vỏ này có thể hoạt động như một lớp bôi trơn trên bề mặt protein, qua đó tạo điều kiện cho sự xoay vòng và khuếch tán gần như tự do của protein màng trong khoảng 2 chiều của màng sinh học. Bên ngoài lớp lipid vòng/vỏ, các lipid khác không được gắn với các phân tử protein. Tuy nhiên, chúng có thể bị hạn chế một chút trong việc tự do chuyển động do áp lực ngang bằng của các phân tử protein nếu hiện diện ở nồng độ cao, phát sinh từ những ảnh hưởng mở rộng của tương tác protein-lipid. Các khu vực màng cách xa các phân tử protein có chứa lipid khối dạng pha phiến, phần lớn chuyển động tự do, không chịu ảnh hưởng của tương tác protein-lipid. Sự biến tính nhiệt có thể phá hủy cấu trúc bậc hai và bậc ba của protein màng, để lộ các mặt mới hơn cho lipid màng và do đó làm tăng số lượng phân tử lipid trong lớp vòng/vỏ. Hiện tượng này có thể nghiên cứu bằng kỹ thuật cộng hưởng thuận từ điện tử đánh nhãn spin.